# The Comedy Channel (USA)
The Comedy Channel – amerykańska stacja telewizyjna. Wystartowała 15 listopada 1989 roku, a jej emisji zaprzestano 1 kwietnia 1991 roku. Został zastąpiony przez Comedy Central.
Właścicielem stacji był Home Box Office, z koncernu Time Warner. Kanał emitował przeważnie seriale i programy komediowe.
Na tej stacji telewizyjnej emitowane były m.in.: Onion World; Mystery Science Theater 3000; The Sweet Life; Tommy Sledge, Private Eye; Night After Night with Allan Havey; Sports Monster; The Higgins Boys and Gruber; Supercar; Clutch Cargo oraz Lancelot Link, Secret Chimp.